# BTOB
BTOB（日语： Bīto~ūbī）為韓國Cube娛樂於2012年推出的男子音樂組合，最初成員包括徐恩光、李旼赫、李昌燮、任炫植、Peniel、鄭鎰勳、陸星材。鄭鎰勳於2020年12月31日退出團體。2023年11月6日，BTOB全員不與Cube娛樂續約，結束長達11年的合作關係。2024年2月，BTOB成立新音樂廠牌「BTOB COMPANY」，全員繼續以BTOB名義多方位發展。
BTOB的名稱代表著「Born TO Beat」，意思指「包含音樂抱負，希望和決心，為Beat而生」。以「Beat」的意思為節拍、伴奏、背景、衝擊，也分為「為新的音樂和舞台而生」和「用音樂給全世界聽眾帶來衝擊而生」兩個主題。成員均具有堅強的現場演唱實力以及創作能力。
2012年3月21日，以首張韓語迷你專輯《Born To Beat》於韓國正式出道，並於次日在Mnet《M Countdown》公開出道初舞台。2014年11月12日，以首張日語單曲《WOW（JPN ver.）》於日本正式出道。2016年9月19日，Vocalists成員恩光、昌燮、炫植、星材組成子團BTOB-BLUE，以首張數位單曲〈留在我身邊〉正式出道。2020年11月16日，恩光、旼赫、昌燮、Peniel組成子團BTOB 4U，以首張迷你專輯《INSIDE》正式出道。2024年7月31日，恩光與旼赫組成分隊90TAN，以首張單曲〈TANG TANG TANG〉出道。
2015年6月29日，以〈沒關係〉首次獲得各大音源榜一位；同年10月21日，以〈回家的路〉於MBC Music《Show Champion》獲得出道3年7個月以來首個音樂放送一位。2016年4月8日，以〈春天的記憶〉在出道1,480天後於KBS《音樂銀行》獲得無線電視臺初一位，打歌期間共獲得「三冠王」。2017年10月憑藉〈想念〉獲得音樂放送「七冠王」。自2015年起連續以「抒情三部曲」回歸展現歌唱與舞台實力，以逐年充實的音樂實力步入大眾市場，被稱作「因信賴而聆聽」的歌手組合。

## 風格及形象

### 粉絲社群
BTOB的官方歌迷名稱為「Melody（旋律）」（韓語：멜로디），意為悅耳的聲音、美妙的旋律，與Born To Beat的Beat（節奏）結合成為Music（音樂），也表示成員們在音樂中與歌迷成為一體，為鄭鎰勳取名。官方公告「Melody（旋律）」正式誕生日為2013年12月22日。應援色為「 SLOW BLUE（彩通 298C）」。

### 音樂風格
BTOB是從由多個年齡段的成員構成的男子組合，通過柔美的嗓音和熱情的RAP形成了嶄新的音樂風格，展示出道前日積月累的精湛實力。特別的是全部成員都能以Vocalist及Rapper之名表演，而4位Vocalist成員都能成為主音。
他們曾計劃以樂團形式組成出道，因此全部成員均懂得演奏樂器，且大多具有作曲、填詞、編曲、製作、伴奏等實力。他們對音樂秉持的初衷為「不是販賣專輯，而是販賣感動」，隨著成員參與歌曲創作與專輯製作，讓BTOB音樂的完整性更加豐富，也形成了BTOB獨有的音樂風格。

### 團體形象
全部成員均為音樂相關學系出身，其中Vocalist成員中的昌燮和炫植是從3000:5的競爭率脫穎而出錄取韓國知名湖源大學實用音樂學系。BTOB擅於Acapella，信手拈來的即興演唱與穩定的舞台表演，奠定實力派組合之地位，現場歌唱實力是公認能名列韓國男子組合的TOP 5，有「主唱財閥團」之稱。
成員們除了以歌唱實力著名，舞台下也以搞怪調皮、不計形象的反差性格為人熟知，有「比格偶像（韓語：비글돌）」之稱。除此之外，成員間也因為親密的情感、團隊間的信任與合作，除了歌迷也在眾多工作夥伴及觀眾之中擁有許多好感。

## 成員資料
| 徐恩光     | 徐恩光 |  | Seo Eun-kwang              |  | 1990年11月22日 · 京畿道龍仁市處仁區柳防洞 | Vocalist |       |       |       | 10006740 |
| 李旼赫     | 李旼赫 |  | Lee Min-hyuk               |  | 1990年11月29日 · 首爾特別市蘆原區月溪洞   | Rapper   | Red X |       |       | 10003013 |
| 李昌燮     | 李昌燮 |  | Lee Chang-sub              |  | 1991年2月26日 · 京畿道水原市長安區亭子洞  | Vocalist |       |       | Red X | 10006682 |
| 任炫植     | 任炫植 |  | Lim Hyun-sik               |  | 1992年3月7日 · 首爾特別市道峰區           | Vocalist |       | Red X | Red X | 10005805 |
| Peniel     | 辛東根 |  | Peniel Shin Shin Dong-geun |  | 1993年3月10日 · 美国伊利諾伊州芝加哥      | Rapper   | Red X |       | Red X | 10005806 |
| 陸星材     | 陸星材 |  | Yook Sung-jae              |  | 1995年5月2日 · 京畿道龍仁市水枝區         | Vocalist |       | Red X | Red X | 10013003 |
| 已退出成員 |        |  |                            |  |                                           |          |       |       |       |          |
| 鄭鎰勳     | 鄭鎰勳 |  | Jung Il-hoon               |  | 1994年10月4日 · 首爾特別市江南區三成洞    | Rapper   | —     | —     | —     | 10003014 |

### 隊內擔當
2018年8月13日，BTOB於直播中以轉盤選拔代理隊長、新主舞與新忙內，最終由旼赫當選第二代隊長、Peniel當選新一代主舞、星材當選新一代絕對忙內，於2018年8月21日隊長恩光入伍後生效。
2019年3月21日，於七週年直播中再次以轉盤選出隊內擔當，鎰勳當選Ace擔當、Peniel連任主舞擔當、星材因三度當選忙內擔當而自動升格為第三代隊長。
2020年3月21日，於八週年直播以問答競賽選出Ace擔當，最終由鎰勳連任。
| 成員   | 職務     | 日期                          | 備註                         |
| 隊長   | 隊長     | 隊長                          | 隊長                         |
| ------ | -------- | ----------------------------- | ---------------------------- |
| 徐恩光 | 隊長     | 2012年3月21日－2018年8月21日  | 入伍服役。                   |
| 徐恩光 | 隊長     | 2020年4月7日－至今            | 正式退役。                   |
| 李旼赫 | 二代隊長 | 2018年8月21日－2019年2月7日   | 以轉盤當選。                 |
| Peniel | －       | 2019年3月21日                 | 最快卸任之隊長。             |
| 陸星材 | 三代隊長 | 2019年3月21日－2020年4月7日   | 三度當選忙內擔當而升格隊長。 |
| 擔當   |          |                               |                              |
| 李旼赫 | 領舞     | 2012年3月21日－至今           | －                           |
| 任炫植 | 主舞     | 2012年3月21日－2018年8月21日  | －                           |
| Peniel | 領舞     | 2012年3月21日－2018年8月21日  | －                           |
| Peniel | 主舞     | 2018年8月21日－至今           | 以轉盤當選連任。             |
| 鄭鎰勳 | Ace      | 2019年3月21日－2020年12月31日 | 以轉盤和問答當選連任。       |
| 陸星材 | 絕對忙內 | 2012年3月21日－至今           | 以轉盤三度當選連任。         |

## 歷程

### 出道前
2009年，Cube娛樂舉行「CUBE Band Project」徵選，選入許多具有歌唱及樂器演奏實力的成員並加以培訓。後計畫恩光、昌燮、炫植與其他兩名練習生以五人樂團形式出道，最終因考慮外在市場的變化而取消，並改變路線開始進行舞蹈訓練。在這之後鎰勳和星材先後作為練習生進入公司，旼赫和Peniel則為最後加入的成員
2012年，恩光、旼赫、炫植、鎰勳和旻優有份參與JTBC情境喜劇《住在清潭洞》演出，亦曾以歌曲〈奪走那雙唇（韓語：그 입술을 뺏었어）〉及名稱「清潭不敗（Invincible Cheongdam）」在劇中音樂節目作虛擬出道舞臺，此五位是率先通過戲劇公開的成員。BTOB出道前，CUBE娛樂宣布旻優因健康理由退出，之後以六人男團C-CLOWN成員（T.K）出道。其後，公開昌燮、Peniel及星材三位成員。

### 2012年：正式出道
2012年3月21日，下午2時舉行出道發表會，初次公開首張迷你專輯《Born To Beat》的雙主打歌曲〈Insane〉和〈Imagine〉。3月22日，在Mnet《M! Countdown》展示舞台，正式出道。5月3日，公開了單曲〈父親（韓語：아버지）〉，並配合於5月8日的父母節 於官方Youtube頻道上載了父母節特別節目。5月15日，官方Facebook粉絲頁公佈BTOB的官方Fanclub名稱為「Melody」。同年9月12日，以迷你二輯《Press Play》正式回歸，主打歌曲為〈WOW〉。

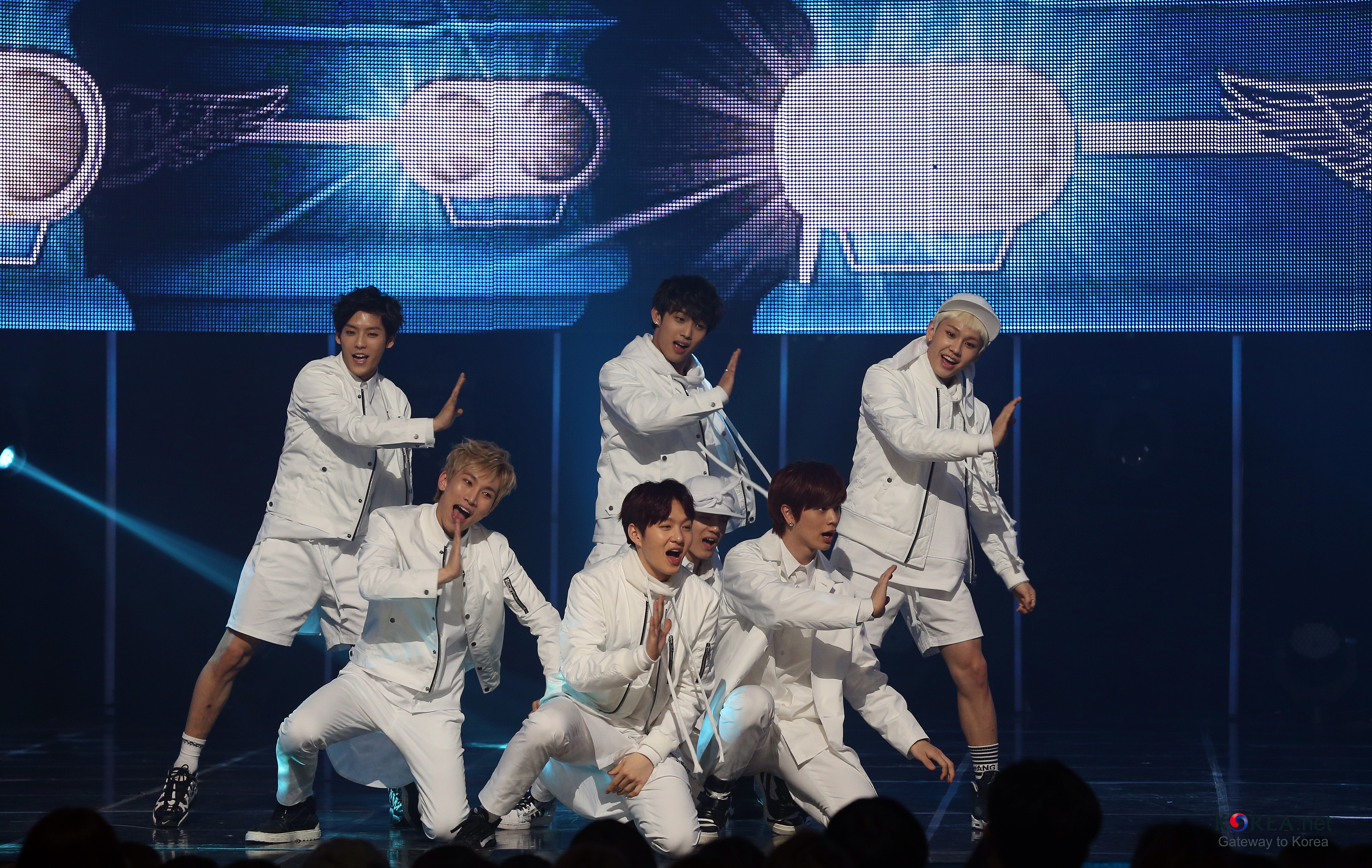
2014年《Beep Beep》宣傳時期。

### 2013－2014年：首次單獨演唱會 與 日本出道
2013年4月10日，正式發表數位單曲〈第二次告白（韓語：두 번째 고백）〉，並在4月11日公開完整版MV。8月29日，釋出了先行曲〈當我是你的男人時（韓語：내가 니 남자였을때）〉的MV，並在同日公開新歌〈為什麼（韓語：왜 이래）〉的試聽。9月9日，發行迷你三輯《Thriller》。
2014年2月17日，迷你四輯《嘀嘀叭叭（韓語：뛰뛰빵빵）》發行，並奪得該年度2月第3週韓國國內專輯銷售榜的榜單一位。9月29日，迷你五輯《Move》發行，主打曲〈你就是感動（韓語：넌 감동이야）〉MV也於同日韓國時間0點整公開。同年10月31日、11月1日，連續2天於奧林匹克公園舉行首次單獨演唱會「Hello, Melody」。
11月12日，以單曲《WOW（JPN ver.）》於日本正式出道。12月3日，公開單曲〈哭也可以（韓語：울어도 돼）〉的音源。12月22日，發行迷你六輯《The Winter's Tale》。

### 2015－2016年：出道初一位 到 首獲三冠王 與 子團BTOB－BLUE

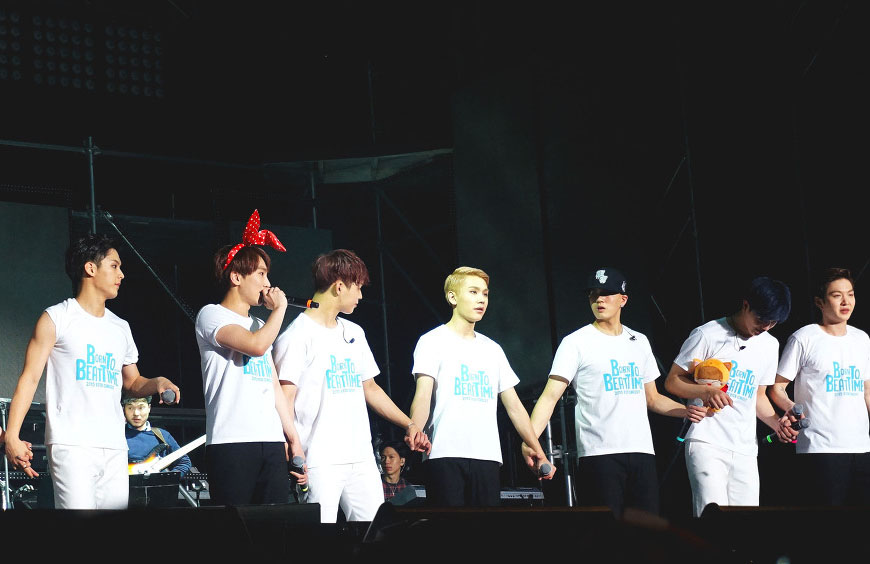
2015年「Born To Beat Time」單獨演唱會。

2015年3月25日，發行第二張日文單曲《未來（明天）》。同年6月29日，公開正規一輯《Complete》及主打歌〈沒關係（韓語：괜찮아요）〉，這是他們首次選擇以抒情曲作為主打歌曲回歸樂壇。該次回歸取得歷來最優異的成績，公開主打歌音源後均於各大音源榜排行1位。8月19日，發行第三張日文單曲《夏色 MY GIRL》。
10月12日，公開迷你七輯《I mean》及主打歌〈回家的路（韓語：집으로 가는 길）〉，音源釋出即占據實時音源榜Mnet、Genie、Naver Music、Bugs、Olleh Music等1位、Melon2位，專輯其他歌曲也在榜上。21日，於MBC Music《Show Champion》得到出道3年7個月以來初次音樂放送一位。
12月19、20日，於韓國首爾獎忠體育館舉行第二次單獨演唱會「Born To Beat Time」。
2016年2月24日，發行第四張日文單曲《Dear Bride》，發行一週即獲日本Oricon公信榜週榜二位、唱片行「TOWER RECORDS」2月份月榜銷售一位，一週總銷量近十萬張。同年3月26、27日，於韓國首爾蠶室室內體育館舉行安可場演唱會「Born To Beat Time ~ Encore ~」。
3月28日，迷你八輯《Remember That》正式發行，主打曲〈春天的記憶（韓語：봄날의 기억）〉及第二主打曲〈So Pretty〉於26、27日舉行的單獨演唱會上先行公開首唱；音源公開即空降Mnet、Genie、Naver2位、Melon3位、Olleh4位、Bugs12位等，專輯其他非主打曲也均位於榜單內。4月6日，於MBC Music《Show Champion》首次以7人完整體獲得一位；7日，獲得Mnet《M Countdown》初一位；8日，在出道1,480天後，獲得KBS《音樂銀行》無線電視臺初一位。
4月16日，在《Show! 音樂中心》500集特輯中，與女團MAMAMOO交換舞臺，重新演繹她們的歌曲〈你 is 完美〉，MAMAMOO則演唱BTOB的《沒關係》，兩團充分顯現現場實力的特別表演受到許多讚賞與熱議；由於當日為「韓國世越號沉船事件」兩週年，BTOB戴上黃絲帶在舞臺上表演以悼念死難者。

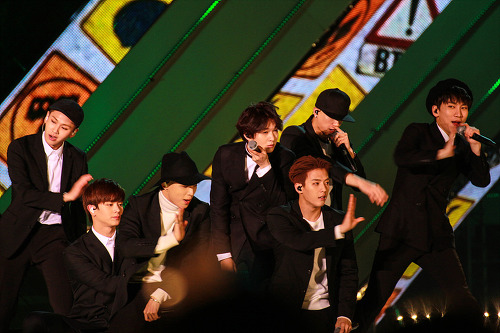
2016年於KBS青少年音樂會。

6月15日，發行第五張日文單曲《L. U. V》，發行當日即銷售近63,000張、登上日本Oricon公信榜日榜1位、各大唱片行當日銷售排行榜1位，及Oricon公信榜週榜1位、Billboard Japan週榜1位，銷量為107,000張。
8月6日，發表第四張數位單曲〈想要去旅行（韓語：여행가고 싶어）〉，該曲也作為韓國綜藝節目《Battle Trip》主題曲。
9月19日，Vocalist成員恩光、昌燮、炫植、星材以分隊「BTOB－BLUE（韓語：비투비–블루）」推出數位單曲〈留在我身邊（韓語：내 곁에 서 있어줘）〉，是BTOB首次以小分隊形式活動，MV由成員Peniel執導，音源公開即空降Monkey3 1位、Genie、Naver、Mnet2位、Melon3位、Olleh4位、Soribada5位。9月24日，於《Show! 音樂中心》表演現場舞臺，是此次活動唯一的音樂放送。
11月7日，公開迷你九輯《NEW MEN》及主打曲〈祈禱（韓語：기도）〉，音源釋出空降Melon、Mnet、Genie、Naver、Monkey3 1位、Olleh 3位、Bugs7位、Soribada 8位，專輯收錄曲也均入榜。
12月7日，發行首張日本正規專輯《24/7 (TWENTY FOUR/SEVEN）》，發行當日即獲Oricon公信榜日榜1位。

### 2017年：音樂節目七冠王
2017年1月21、22日，於韓國首爾奧林匹克公園SK手球競技場舉行第三次單獨演唱會「BTOB TIME」。
同年2月24日，公開先行曲〈SOMEDAY（韓語：언젠가）〉，空降Naver、Melon、Genie、Mnet、Money3 1位、Olleh 2位、Bugs 5位。3月6日，發行迷你十輯《Feel'eM》及主打曲〈MOVIE（韓語：무비）〉；3月15日，於《Show Champiom》獲得一位。
4月18日，公開特別企劃《PIECE OF BTOB》，是以每月一位成員推出Solo單曲的方式進行。5月3日，發行第六張日文單曲《MOVIE（JPN ver.）》。
6月7日，昌燮以首張日語單曲《bpm82.5》於日本正式個人出道，專輯封面及內頁均由成員Peniel拍攝。
8月30日，發行第七張日文單曲《Brand new days ～怎樣的未來～》，發行當日即獲Oricon公信榜日榜2位，發行日起連續三天獲得唱片行「TOWER RECORDS」全店綜合專輯日榜1位、全店綜合專輯周榜1位、8月全店月榜1位，以及Billboard Japan Top Singles Sales 2位，銷量為88,668張。
10月16日，正式發行正規二輯《Brother Act.》及主打曲〈想念（韓語：그리워하다）〉，音源公開即空降音源實時榜 Naver Music2位、Genie、Bugs、MelOn3位、Soribada13位、Mnet18位。特別是MelOn、Soribada、Naver Music、Genie、Bugs五榜中，其餘十一首收錄歌曲均佔據榜單上游位置，而後主打曲於韓國時間21時在MelOn、Genie、Bugs、Naver Music、Monkey3、Olleh等六榜上升至1位。Genie、Bugs、Olleh三榜自韓國時間16日21時起至17日15時為止，連續20小時位於榜單1位；而MelOn於韓國時間16日20時起至20日11時連續86小時蟬聯1位，打破自身紀錄。10月25、26、27日，分別於MBC Music《Show Champion》、Mnet《M Countdown》、KBS《音樂銀行》獲得一位；10月29日，獲得SBS《人氣歌謠》初一位 ；11月1、2、5日，分別於《Show Champion》、《M Countdown》、《人氣歌謠》連續兩周獲得一位；BTOB以〈想念〉連續獲得一位成為七冠王，本次活動獲得的一位也超過5年來所有回歸獲得的加總冠軍數（截自2015年10月出道初一位至2017年3月止，共五冠）。
11月21日，BTOB捐款5000萬韓元幫助南韓浦項地震當地災民。
12月8日，BTOB的真人實境秀《BTOB的Conti-New》於V LIVE Channel+首播，作為海外團體綜藝的預習影像。同月23、24日，於韓國國際展覽中心（KINTEX）舉行第四次單獨演唱會「BTOB TIME ～我們的演唱會～」。
同月29日，Cube娛樂宣布星材因平時患有骨贅症狀，在演唱會及眾多行程下導致病情惡化為椎間盤脫出症，故暫時停止演藝活動，BTOB在星材康復前暫時以六人體制活動。其後星材在休養約2週後逐漸恢復活動。

### 2018年：恩光入伍 與 六人體制活動

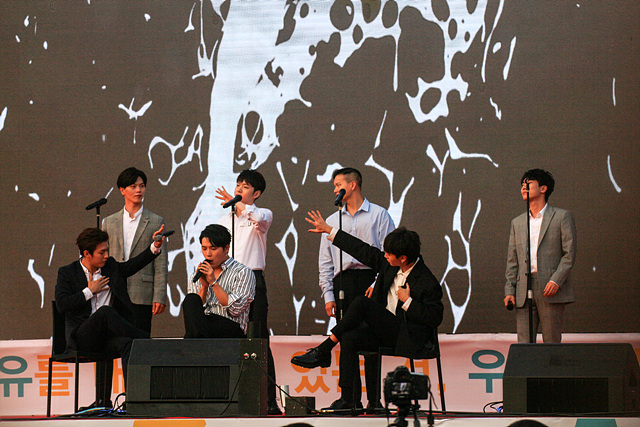
2018年於國際牛奶日公演。

2018年2月27日，BTOB擔任「韓國觀光宣傳大使」，出席委任儀式。同月28日，發行首張日語精選輯《BTOB JAPAN BEST ALBUM 2014-2017 〜1096DAYS〜》，收錄歷年所發行的日語單曲與專輯中收錄的精選歌曲。
3月8日，鎰勳正式發行個人首張韓語迷你專輯《Big Wave》，亦是BTOB中第一位以Solo歌手身分在韓國出道的成員。
6月11日，公開先行曲〈The Feeling〉，音源公開後即空降Bugs 2位、Melon 4位、Genie 8位、Naver 10位、Soribada 12位、Mnet 25位。6月18日，正式發行迷你十一輯《THIS IS US》及主打曲〈不能沒有你（韓語：너 없인 안 된다）〉，音源公開後空降Bugs 4位、Melon 5位、Genie 7位、Mnet 7位、Naver 9位、Soribada 18位，各榜單中其他收錄歌曲均位於上位圈；其後Melon、Genie、Mnet、Naver、Olleh等榜單上升至1位。6月27日，於MBC Music《Show Champion》獲得一位 ；7月3日，於SBS MTV《THE SHOW》獲得一位，亦是於該節目獲得的首個一位。
7月25日，旼赫以首張日語單曲《Summer Diary》於日本正式個人出道，是繼昌燮之後第二位於日本進行個人活動的成員。
8月2日，Vocalist小分隊BTOB－BLUE發行第二張數位單曲〈如果下雨的話（韓語：비가 내리면）〉，是繼2016年後睽違兩年的再次回歸。音源公開即空降Bugs 4位、Melon 10位、Genie、Olleh 13位、Naver 31位、Mnet 34位。同月10－12日，連續三天於韓國首爾奧林匹克體操競技場舉行第五次單獨演唱會「BTOB TIME -THIS IS US-」。
同月6日，韓國媒體宣布恩光於2018年8月21日以現役陸軍低調入伍，Cube娛樂之後亦證實該消息。恩光也因此缺席9月8日舉辦的「BTOB TIME -THIS IS US-」台灣場演唱會。8月31日，Cube娛樂證實旼赫通過了義務警察考試，並在隨機抽籤被選中合格。
10月，〈想念〉在Gaon Chart音源榜單的在線收聽人數流媒體突破一億，是韓國歷年來第五個擁有流媒破億歌曲的男團。同月23日，公開先行曲〈Friend〉，該曲恩光也參與其中，在入伍前即完成錄音；音源公開即空降Bugs 2位、Melon 9位、Genie 13位、Naver 19位、Mnet 61位，其後Bugs上升至1位。11月12日，正式發行首張特別專輯《HOUR MOMENT》及主打曲〈既是美麗又痛苦的（韓語：아름답고도 아프구나）〉，音源公開空降Bugs 3位、Melon 5位、Genie 7位、Mnet 11位、Naver 12位，專輯其他收錄曲亦均位於各榜上位圈。此次除了已入伍的隊長恩光，首次以六人體制進行活動。
12月6日，Cube娛樂宣布昌燮將於2019年1月14日入伍服役 。同月11日，昌燮發行首張個人韓語迷你專輯《Mark》，是繼鎰勳後第二位於韓國個人出道的成員。

### 2019年：昌燮、旼赫入伍 與 成員個人活動
2019年1月14日，昌燮正式以現役陸軍入伍服役，是繼恩光後第二位入伍的成員。
同月15日，旼赫正式發行首張個人韓語正規專輯《HUTAZONE》，是第三位於韓國個人出道的成員。
2月7日，旼赫正式作為義務警察入伍服役，是第三位入伍的成員。
同月18日，Cube娛樂宣布於3月7日至24日在韓國首爾 The Seouliteum 舉辦「BTOB 7YEARS 7MEMBERS WITH MELODY」的特別展覽。同月21日，鎰勳發行首張個人數位單曲〈Spoiler〉，並邀請歌手Babylon參與合作。
4月5日，正在服役中的恩光、旼赫、昌燮，發行入伍前一齊錄製的特別數位單曲〈對不起（韓語：미안해）〉，該曲為旼赫的創作曲。音源公開即空降Bugs 9位、Naver 13位、Melon 24位、Genie 30位、Soribada 51位、Mnet 91位。
5月13日，Peniel發行首張個人數位單曲〈B.O.D〉，由Peniel的姊夫、作曲家KAIROS製作、Peniel參與填詞。7月31日，Peniel發行第二張個人數位單曲〈FLY23〉，由KAIROS作曲製作、Peniel參與填詞。8月27日，Peniel發表第三張個人數位單曲《Flip》，由饒舌歌手Beenzino參與Featuring，該曲由KAIROS作曲填詞製作、Peniel與Beenzino參與Rap填詞。
10月14日，炫植正式發行首張個人韓語迷你專輯《RENDEZ-VOUS》，並參與全專輯的作曲填詞編曲創作，是第四位於韓國個人出道的成員。
12月26日起，星材推出個人數位單曲企劃《3×2＝6》，其名稱代表企劃為期3個月、每個月推出2首單曲，共計發行6首歌曲。

### 2020年：成員退伍及入伍 到 子團BTOB 4U 與 鎰勳退團
2020年3月2日，星材發行個人特別專輯《YOOK O'clock》，除收錄先前《3×2＝6》企劃中之歌曲，亦多加收錄主打曲〈那天的風（韓語：그날의 바람）〉，是第五位於韓國個人出道的成員。
同月24日，Cube娛樂宣布因冠狀病毒病疫情影響，恩光在休假後不返回部隊於同年4月7日直接退役。
5月3日，星材於個人社群平台宣布在同年5月11日入伍。5月6日，媒體報導炫植與星材同日入伍。5月11日，星材與炫植正式入伍。
5月21日，恩光發表個人迷你專輯之先行曲〈抽屜（韓語：서랍）〉。同年6月8日，恩光發行首張個人迷你專輯《FoRest: Entrance》，是第六位於韓國個人出道的成員。
同月27日，鎰勳於個人社群平台宣布於隔日入伍，是最後一位入伍的成員。5月28日，鎰勳正式入伍。
7月21日，炫植發表首張個人數位單曲〈留下（韓語：남아있어）〉，並收錄2018年於節目《鍵盤上的鬣狗》製作的歌曲〈抱著你的話（韓語：너를 안고 있으면）〉之音源。同月29日，Cube娛樂宣布因冠狀病毒病疫情影響，昌燮在休假後不返回部隊於同年8月21日直接退役。9月9日，Cube娛樂宣布因冠狀病毒疫情影響，旼赫在休假後不返回部隊於同月12日直接退役。同年10月27日，正式宣布已退役成員恩光、旼赫、昌燮以及免服役的Peniel組成分隊「BTOB 4U」，為該團體的第二個子團。
11月16日，子團BTOB 4U發表首張迷你專輯《INSIDE》，主打歌曲〈Show Your Love〉為成員炫植的創作曲。該迷你專輯發行後，獲得13個國家的iTunes綜合專輯榜及韓流專輯榜冠軍，〈Show Your Love〉之音樂錄影帶在8小時內突破百萬觀看人次、在5日內突破千萬觀看人次、兩週內突破兩千萬，刷新BTOB的自身紀錄。
12月21日，成員鎰勳被爆四、五年前吸食大麻，重創團體形象。同月31日，Cube娛樂發表官方聲明，宣布鎰勳退出團體，BTOB未來將以6人組形式活動。

### 2021－2022年：子團活動 到 完整體回歸 與 成團十週年
2021年據韓媒報導，原訂於8月初回歸樂壇，但因成員旼赫確診嚴重特殊傳染性肺炎而順延至該月底，其後旼赫在接受治療後順利出院並逐漸康復；8月30日，恩光、旼赫、昌燮、Peniel以BTOB名義發表特別專輯《4U：OUTSIDE》。10月27日，發行日文特別迷你專輯《Outsider》。
11月1日，Cube娛樂公告因疫情影響，炫植和星材在休假後不返回部隊於同月14日直接退役。11月5日，旼赫發行個人數位單曲〈知道（Good Night）（韓語：알아）〉。
2022年2月21日，BTOB發表正規三輯《Be Together》，是他們在全員服役完成後，睽違四年以完整體回歸樂壇，同時亦是慶祝團體成立十週年的音樂作品。
4月20日，音源網站Melon Music公開串流播放數據，BTOB歷年發表的共七首抒情主打歌曲，串流播放次數平均達到1億3328萬5714次（截至2022年4月14日），其中位居前三名的依序為〈想念（Missing You）〉（3億2千5百萬次）、〈不能沒有你（Only One For Me）〉（2億1千萬次）、〈既是美麗又痛苦的（Beautiful Pain）〉（1億4千2百萬次），均為成員任炫植的創作曲。
6月27日，旼赫發行第二張個人韓語正規專輯《BOOM》。同年11月11日，Cube娛樂宣布BTOB於2022年12月30日至2023年1月1日，連續三天於首爾奧林匹克體操競技場舉行成團十週年的第六次單獨演唱會《BTOB TIME ［Be Together］》。

### 2023年：不與Cube娛樂續約 與 分別簽約新公司
2023年5月2日，BTOB發行迷你十二輯《WIND AND WISH》，這是他們睽違一年三個月以完整體回歸樂壇。BTOB在2018年發行的歌曲〈不能沒有你〉於2023年8月串流累計播放量突破1億次，獲得韓國音樂內容協會（KMCA）白金獎。11月15日，BTOB的首部演唱會電影《BTOB TIME：Be Together THE MOVIE》於CGV影院正式上映。
11月6日，BTOB全體成員的合約到期，成員們維持團體活動的意志強烈，成員原以調整續約金維持團體合約，但Cube娛樂針對「BTOB商標」使用權提出共享團體分益，最終協議破局，全員決定不續約，雙方正式結束長達11年的合作關係。同月22日，韓國媒體報導昌燮與Fantagio簽訂專屬合約，他仍以BTOB的團體活動為最優先，亦進行歌手與音樂劇演員等個人活動。12月18日，韓國媒體報導恩光、旼赫、炫植、Peniel與新創公司簽訂專屬合約，維持團體活動；同日，報導指出成員們與Cube娛樂經歷長期協議，宣布團體名BTOB的姓名權可不受限制自由使用，專輯、演唱會、週邊等商標使用權仍在積極協議中，這確認了全體成員能以BTOB名義繼續團體活動。同月22日，韓國媒體報導星材與電視劇製作公司IWill Media簽訂專屬合約，成為旗下首位簽約藝人，除了歌手、演員及藝能等個人活動，他也積極以BTOB成員展開團體活動。

### 2024－2025年：成員個人活動 與 成立「BTOB COMPANY」
2024年2月16日，炫植發行第二張個人韓語迷你專輯《The Young Man and the Deep Sea》，從歌曲創作到專輯概念設計等均由炫植一手包辦。2月21日，娛樂公司DOD（Day One Dream）宣布為恩光、旼赫、炫植、Peniel於旗下成立全新音樂廠牌「BTOB COMPANY」，將全力支援四名成員多方位的活動，而「BTOB」的商標權也與Cube娛樂達成協議，未來將繼續以BTOB名義進行團體活動。3月22－24日，BTOB連續三天於韓國首爾SK奧林匹克手球競技場舉行《BTOB FAN-CON［OUR DREAM］》。
3月20日，昌燮所屬社Fantagio宣布昌燮因喉嚨問題不佳，在就醫診斷後建議勿過度使用喉嚨，他於BTOB同月舉行的Fan Concert結束後暫停或推遲部分活動，專注進行治療控制與恢復。4月30日，昌燮發行個人單曲〈As always（韓語：그래, 늘 그랬듯 언제나）〉。5月9日，星材發行個人首張單曲專輯《EXHIBITION：Look Closely》。6月19日，Peniel發行個人數位單曲《Story of my L:ife》。7月31日，恩光與旼赫組成的分隊「90TAN（韓語：구공탄）」正式發行首張單曲〈TANG TANG TANG〉。9月29日，Peniel發行個人數位單曲《Story of my L:ove》。10月2日，昌燮發行個人首張正規專輯《1991》，並於9月2日預發布先行曲。
10月起，恩光、旼赫、炫植、Peniel以BTOB名義公開「BECOMING PROJECT」，企劃以每月發行一首單曲，並於2025年發布完整專輯，昌燮和星材因個人約屬不同公司、日程衝突無法參與。10月31日發行企劃首支數位單曲〈火種（Please Stay）（韓語：불씨（Please Stay））〉。11月25日發行第二支數位單曲〈Be Alright〉。12月30日發行第三支數位單曲〈Hi Beautiful（韓語：이보다 더 좋을 수 있을까）〉。11月21日，宣布恩光、旼赫、炫植、Peniel以BTOB名義於12月27、28、29日，連續三天於首爾蠶室學生體育館舉行單獨演唱會《Be Alright》。
2025年3月5日，恩光、旼赫、炫植、Peniel以BTOB名義發行EP專輯《BTODAY》，收錄包含先前「BECOMING PROJECT」企劃所發表的歌曲。同月21－23日，他們連續三天於奧林匹克公園舉行成團13週年的《2025 BTOB FAN-CON［3,2,1 GO! MELympic］》，同年4月12日於臺灣、同月19日於馬來西亞、25及26日於香港舉行該主題演唱會。

## 音樂作品
| 韓語作品 正規專輯 Complete （2015年6月29日） Brother Act. （2017年10月16日） Be Together （2022年2月21日） 迷你專輯 Born To Beat （2012年4月3日） Press Play （2012年9月12日） Thriller （2013年9月9日） 嘀嘀叭叭 （2014年2月17日） MOVE （2014年9月29日） The Winter's Tale （2014年12月22日） I mean （2015年10月12日） Remember That （2016年3月28日） NEW MEN （2016年11月7日） Feel'eM （2017年3月6日） THIS IS US （2018年6月18日） WIND AND WISH （2023年5月2日） 特別專輯 HOUR MOMENT （2018年11月12日） 4U：OUTSIDE （2021年8月30日） EP專輯 BTODAY （2025年3月5日） 數位單曲 父親 （2012年5月3日） 第二次告白 （2013年4月10日） 哭也可以 （2014年12月3日） 想要去旅行（2016年8月6日） 對不起（2019年4月5日） 特別企劃 PIECE OF BTOB （2019年4月1日） | 日語作品 專輯 （2016年12月7日） 迷你專輯 （2021年10月27日） 精選輯 （2018年2月28日） 單曲 （2014年11月12日） （2015年3月25日） （2015年8月19日） （2016年2月24日） （2016年6月15日） （2017年5月3日） （2017年8月30日） |

## 音樂創作
BTOB自出道起擔任Rapper的成員旼赫、Peniel及鎰勳便參與多數歌曲的Rap Part填詞。成員炫植於2013年的迷你三輯《Thriller》首次發表創作曲〈為什麼〉及〈星〉，成員恩光及昌燮亦在2014年的迷你四輯《嘀嘀叭叭》首次參與填詞創作〈不會結束的（Melody）〉。炫植及鎰勳於2015年的迷你六輯《The Winter's Tale》共同創作同名主打曲，為首次選用成員創作做為主打，旼赫於同年的正規一輯《Complete》首次發表創作曲〈Open〉。炫植於2016年的迷你九輯《NEW MEN》發表創作曲〈祈禱（I'll Be Your Man）〉；全體成員亦於該專輯共同參與填詞創作Fan Song〈過現未愛〉。自2015年起成員參與專輯歌曲創作的比例大幅上升，炫植創作的〈想念〉、〈不能沒有你〉、〈既是美麗又痛苦的〉做為主打曲受到大眾喜愛，旼赫及鎰勳亦高度參與專輯主打及收錄曲創作。此外，所有成員在個人發行的Solo專輯中，也均參與了歌曲的作曲與填詞創作。

## 媒體作品
BTOB 出道至今參與許多綜藝，在節目中展現搞笑本能及過人獨特的綜藝感。他們也參與許多音樂節目，如多次以團體及個人出演KBS《不朽的名曲》，與眾多前輩歌手競爭，為首個獲得優勝的男子偶像團體；參演MBC《神秘音樂秀：蒙面歌王》、《二重唱歌謠祭》、SBS《Fantastic Duo 2》等音樂節目，以及出道五年首度出演KBS《柳喜烈的寫生簿》。
藝能方面，參與MBC《偶像明星運動會》，其中成員旼赫展現了出眾的運動能力，並多次刷新大會紀錄；恩光與昌燮出演MBC春節、中秋特輯《全國偶像歌唱大賽》，兩人組成「金斧頭與銀斧頭」演唱抒情曲，以美聲及充滿反轉的舞臺引發話題；成員接連出演SBS《叢林的法則》，為最多成員出演該節目的偶像團體。
除了歌唱和藝能外，成員們也有參與許多戲劇演出，出道前以團體出演的JTBC《住在清潭洞》、星材主演的KBS《Who Are You－學校2015》、tvN《孤單又燦爛的神－鬼怪》等。主持方面亦有涉略，如擔任SBS MTV《THE SHOW》、SBS《人氣歌謠》等音樂節目固定主持；恩光和鎰勳前後擔任MBC標準FM廣播電台節目《IDOL RADIO》DJ、旼赫擔任KBS Cool FM《BTOB的Kiss the Radio》DJ、炫植擔任NAVER NOW《夜間作曲室》DJ。

### 演唱會電影
1. BTOB TIME：Be Together THE MOVIE（2023年）

## 演唱會
| 韓國 1. Hello, Melody（2014年） 2. Born To Beat Time（2015－2016年） 3. BTOB TIME（2017年） 4. BTOB TIME ～我們的演唱會～（2017－2018年） 5. BTOB TIME -THIS IS US-（2018年） 6. BTOB TIME ［Be Together］（2022－2023年） 7. Be Alright（2024年） 海外 1. BTOB Concert in Hong Kong（2015年） 2. Born To Beat Time in Taiwan（2016年） 3. BTOB TIME in Taiwan（2017年） 4. BTOB TIME in Hong Kong（2017年） 5. BTOB TIME -THIS IS US- in Taiwan（2018年） 其他 1. 成為你的Melody演唱會（2015－2018年） | 日本 1. BTOB Special Live「BORN TO MAKE YOU HAPPY!!!」（2014年） 2. Summer Vacation with BTOB（2014年） 3. BTOB Special Live In Japan「Happy Summer」（2015年） 4. Zepp Tour「BTOB B–LOVED」（2016年） 5. BTOB Special Concert「 L. U. V」（2016年） 6. BTOB Special Concert「Christmas Time!」（2016年） 7. 2017 Zepp Tour「BTOB TIME JAPAN」（2017年） 8. BTOB Special Concert「2017 SUMMER SPARK PARTY!!」（2017年） Fan Meeting 1. BTOB FanClub 1期 創團式（2013年） 2. BTOB FanClub 2期 Fan Meeting「BTOB Award」（2016年） 3. BTOB FanClub 3期 Fan Meeting「BTOB's Secret Room」（2017年） 4. BTOB FanClub 4期 Fan Meeting「Welcome to BTOB’s Home」（2021－2022年） 5. BTOB FanClub 5期 Fan Meeting「MELODY COMPANY」（2023年） Fan Concert 1. BTOB FAN-CON［OUR DREAM］（2024年） 2. BTOB FAN-CON［3,2,1 GO! MELympic］（2025年） |

## 獎項
2013年1月15日，BTOB於第27屆韓國金唱片獎獲得「Next Generation獎」。
2016年1月14日，於第30屆韓國金唱片獎獲得「唱片部門最佳歌唱團體獎（Best Vocal Group）」。2016年1月21日，於第25屆首爾歌謠大賞獲得「最佳抒情歌曲獎（R&B／Balled）」。
2017年11月3日，於韓國大眾文化藝術獎獲得「文化體育觀光部長官表彰」殊榮。
2018年1月10日，於第32屆韓國金唱片獎獲得「音源部門最佳男子團體獎（Best Male Group）」。
2018年1月25日，於第27屆首爾歌謠大賞獲得「本賞」。
2018年12月1日，於甜瓜音樂獎首次獲得「TOP10」。
2018年12月10日，於第1屆韓國大眾音樂獎獲得「本賞」及「Ballad獎」。

### 主要音樂節目獎項
| 專輯          | 歌曲             | 頻道    | 節目          | 日期     | 排名   |        |        |        |
| 2015年        | 2015年           | 2015年  | 2015年        | 2015年   | 2015年 | 2015年 | 2015年 | 2015年 |
| ------------- | ---------------- | ------- | ------------- | -------- | ------ | ------ | ------ | ------ |
| I mean        | 回家的路         | MBC M   | Show Champion | 10月21日 | 1      |        |        |        |
| 2016年        |                  |         |               |          |        |        |        |        |
| Remember That | 春天的記憶       | MBC M   | Show Champion | 4月6日   | 1      |        |        |        |
| Remember That | 春天的記憶       | Mnet    | M Countdown   | 4月7日   | 1      |        |        |        |
| Remember That | 春天的記憶       | KBS     | 音樂銀行      | 4月8日   | 1      |        |        |        |
| 2017年        |                  |         |               |          |        |        |        |        |
| Feel'eM       | MOVIE            | MBC M   | Show Champion | 3月15日  | 1      |        |        |        |
| Brother Act.  | 想念             | MBC M   | Show Champion | 10月25日 | 1      |        |        |        |
| Brother Act.  | 想念             | Mnet    | M Countdown   | 10月26日 | 1      |        |        |        |
| Brother Act.  | 想念             | KBS     | 音樂銀行      | 10月27日 | 1      |        |        |        |
| Brother Act.  | 想念             | SBS     | 人氣歌謠      | 10月29日 | 1      |        |        |        |
| Brother Act.  | 想念             | Mnet    | M Countdown   | 11月2日  | 1      |        |        |        |
| Brother Act.  | 想念             | KBS     | 音樂銀行      | 11月3日  | 1      |        |        |        |
| Brother Act.  | 想念             | SBS     | 人氣歌謠      | 11月5日  | 1      |        |        |        |
| 2018年        |                  |         |               |          |        |        |        |        |
| THIS IS US    | 不能沒有你       | MBC M   | Show Champion | 6月27日  | 1      |        |        |        |
| THIS IS US    | 不能沒有你       | SBS MTV | THE SHOW      | 7月3日   | 1      |        |        |        |
| HOUR MOMENT   | 既是美麗又痛苦的 | KBS     | 音樂銀行      | 11月23日 | 1      |        |        |        |
| 2022年        |                  |         |               |          |        |        |        |        |
| Be Together   | 歌曲             | MBC M   | Show Champion | 3月2日   | 1      |        |        |        |
| Be Together   | 歌曲             | Mnet    | M Countdown   | 3月3日   | 1      |        |        |        |

| 各台冠軍歌曲統計                                                                 | 各台冠軍歌曲統計 | 各台冠軍歌曲統計 | 各台冠軍歌曲統計 | 各台冠軍歌曲統計 | 各台冠軍歌曲統計 |
| Mnet                                                                             | KBS              | MBC              | SBS              | MBC M            | SBS MTV          |
| -------------------------------------------------------------------------------- | ---------------- | ---------------- | ---------------- | ---------------- | ---------------- |
| 4                                                                                | 3                | 0                | 2                | 7                | 1                |
| - 一位總數：17 - 兩台冠軍歌曲總數：2 - 三台冠軍歌曲總數：1 - 四台冠軍歌曲總數：1 |                  |                  |                  |                  |                  |

## 外部連結
- BTOB COMPANY 官方網站
- BTOB COMPANY的Instagram帳戶
- BTOB COMPANY的X（前Twitter）
- BTOB COMPANY 官方Youtube頻道 （页面存档备份，存于）
- BTOB的Instagram帳戶
- BTOB的X（前Twitter）
- BTOB的Facebook專頁
- BTOB 官方Youtube頻道 （页面存档备份，存于）
- BTOB 日本官方網站
- BTOB Japan的X（前Twitter）